# Gora Seal
Gora Chand Seal (gennaio 1923 – Calcutta, 23 settembre 2017) è stato un pallanuotista indiano, che ha partecipato alle Olimpiadi di Londra 1948.